# Ust-Dscheguta
Ust-Dscheguta (russisch Усть-Джегута́) ist eine Stadt in der nordkaukasischen Republik Karatschai-Tscherkessien in Russland mit 30.566 Einwohnern (Stand 14. Oktober 2010).

## Geografie
Die Stadt liegt am Nordrand des Großen Kaukasus etwa 15 km südlich der Republikhauptstadt Tscherkessk am rechten Ufer des Kuban bei der Mündung des Flüsschens Dscheguta. Der Kuban ist oberhalb der Stadt zur kleinen Ust-Dschegutinsker Talsperre angestaut, welche den hier abzweigenden, der Bewässerung dienenden Großen Stawropoler Kanal speist.
Ust-Dscheguta ist Verwaltungszentrum des gleichnamigen Rajons.
Die Stadt ist über eine 67 Kilometer langen Zweigstrecke mit Tscherkessk sowie der Hauptstrecke der Nordkaukasus-Eisenbahn (Station Selentschuk) verbunden. Die Station der Stadt heißt Dscheguta.

## Geschichte
Der Ort entstand 1861 als Staniza Ust-Dschegutinskaja von Kosaken, die vom Unterlauf des Kuban hierher umsiedelten, und erhielt 1975 das Stadtrecht. Die Bezeichnung ist vom russischen Wort ustje für Mündung sowie den karatschaischen Wörtern dschoge (Linde) und tei (Fluss) abgeleitet.

### Bevölkerungsentwicklung
| Jahr | Einwohner |
| ---- | --------- |
| 1939 | 6.398     |
| 1959 | 11.490    |
| 1970 | 16.670    |
| 1979 | 19.231    |
| 1989 | 29.225    |
| 2002 | 32.903    |
| 2010 | 30.566    |

Anmerkung: Volkszählungsdaten

## Wirtschaft
Ust-Dscheguta ist ein Zentrum der Baumaterialienwirtschaft: hier sind Werke für Stahlbetonfertigteile, Zement, Kalk und Silikatziegel angesiedelt.

## Söhne und Töchter der Stadt
- Dima Bilan (* 1981), Popsänger